# Anisodactylus caenus
Anisodactylus caenus är en skalbaggsart som beskrevs av Thomas Say 1823. Anisodactylus caenus ingår i släktet Anisodactylus och familjen jordlöpare. Inga underarter finns listade i Catalogue of Life.